# Norige
A norige (hangul: 노리개, RR: norigae) a koreai női hanbok kiegészítője, apró díszfüggő, általában a csogori (jogori) megkötésére szolgáló korum (goreum) szalaghoz vagy a cshima (chima) megkötő szalagokhoz kötik. Mintájának, a függők számának és színének megfelelően számos fajtája létezik.
A norigéhez (norigae-hez) hasonló függőket már a Silla és a Korjo (Goryeo)-korban is viseltek a nők, de végleges alakjuk és a hozzájuk kapcsolódó szokásrendszer csak a Csoszon (Joseon)-korban teljesedett ki, ami köszönhető annak is, hogy a színes szalagokon, fonalakon függő norige (norigae) jól ellensúlyozza a csogori (jogori) rövidségét, így népszerű kiegészítővé vált. Kortól és társadalmi státustól függetlenül minden nő viselt ilyet, de anyaga, mintája jellemző volt viselője státusára, és az sem volt mindegy, milyen alkalmakkor milyen norigét (norigae-t) hordtak.
A norige (norigae) fontos kincs volt a nők számára, generációról generációra adták tovább a családban őket.

## Története
A norige (norigae) jelentése „csinos, játékos apróság”, illetve „kedves csecsebecse”. Eredetét nehéz meghatározni, mivel már az őskorban is viseltek az emberek különféle függőket, főképp talizmánként. A norigéhez (norigae-hez) leginkább hasonlító függők Silla-kori sírokból kerültek elő. Ebben a korban a nők számos kiegészítő, fülbevalók, nyakláncok, gyűrűk, díszes övek mellett hordtak derékra kötött kis függőket, apró díszes erszényeket. A Korjo (Goryeo)-korban is jellemző volt már, a Csoszon (Joseon)-időkre azonban a nyakláncok, fülbevalók eltűntek, a nők kizárólag gyűrűket, hajdíszeket (pl. tenggit (daenggi), pinjót (binyeo-t)), kis erszényeket és norigét (norigae-t) hordtak. A norige (norigae) népszerű lett, mert jól ellensúlyozta a Csoszon (Joseon)-korra igen röviddé váló és nem túl feltűnő csogori (jogori)t.

## Jellemzői

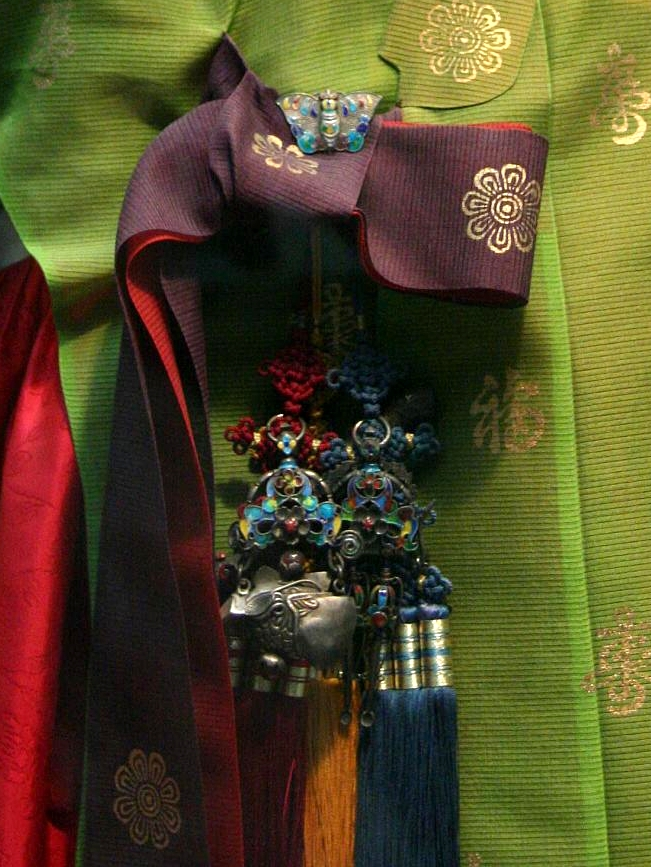
Norige (Norigae) közelről: a csogori (jogori)t megkötő korum (goreum)hoz csatlakozik. Legfelül a pillangó formájú csat (ttidon (ddideon)), amivel rögzítik.

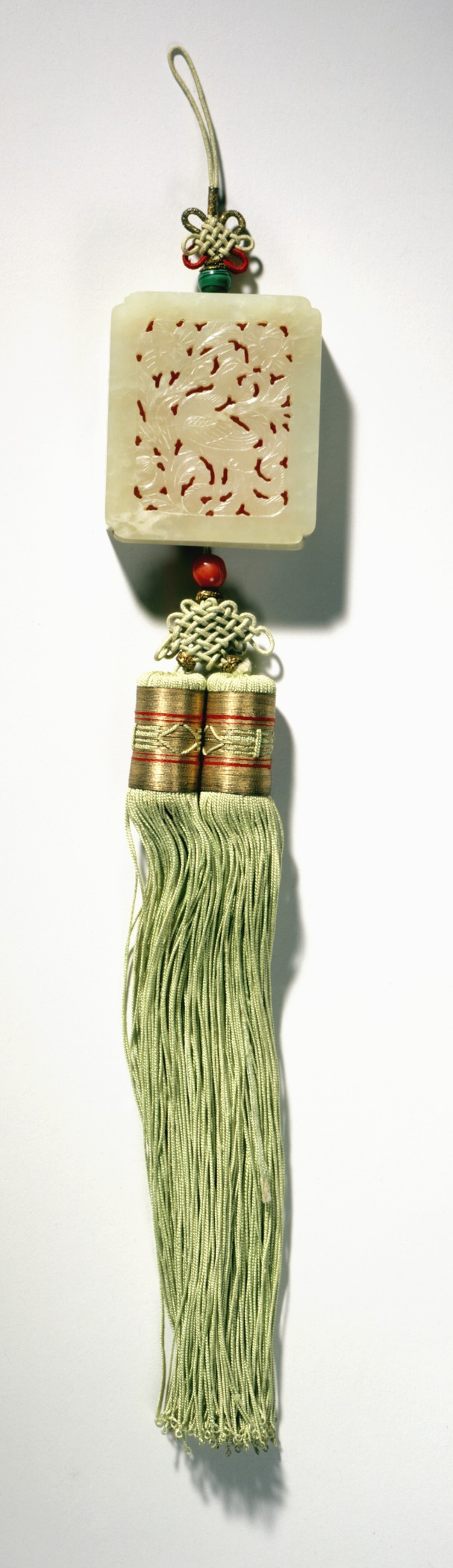
Főnix díszítésű egyfüggős norige (norigae)

A norige (norigae) legalapvetőbb részei a fő dísz (csucshe (juche), 주체), a kapocs (ttidon (ddideon), 띠돈), a zsinór, gyakran díszes (kínai) csomóval (medup (maedeup), 매듭), illetve a bojt (szul (sul), 술). Együttesen a zsinórt, a csomót és a bojtot tahö (dahoe)nek nevezik (다회). A kapocs egy díszített, gyakran formára vágott (például pillangó, virág) fém lapocska, melynek hátoldalára U alakú kampót erősítenek. A fő dísz régen a nemesek esetében gyakran készült ezüstből, aranyból, jádéból, gyöngyökből és egyéb drágakövekből, a kapoccsal selyemzsinór kötötte össze. A norige (norigae) dísze különféle alakot ölthet, lehet kiskacsa, virág, pillangó, lótusz és egyéb, a csomó fajtájától függő minta. A kínai csomózás művészete Koreában is élő hagyomány, a csomót színében és mintájában a függő megjelenéséhez igazítják, hogy harmonizáljon a fő dísszel és a csattal. A bojt színes selyemfonálból készül.
A norige (norigae) selyemfonalainak három fő színe hagyományosan a vörös, a sárga és az indigókék volt, nem voltak ritkák a több színből font zsinórok sem. A három fő szín mellett kedvelt volt a rózsaszín, a jádezöld, a világoszöld, a magenta és a lila. A kevésbé tehetősek fém és drágakövek helyett textilből készült, hímzett fő dísszel rendelkező norigét (norigae-t) viseltek, a dísz ilyenkor selyemből vagy jó minőségű szaténból készült. Teljesen arany tárgyakat nem használtak Koreában, még a királyi palotában sem, így az arany díszes norigék (norigae-k) esetében a dísz valójában ezüstből készült, amit vékony aranyréteggel vontak be. A hideg anyagokat, mint a jáde vagy a gyöngyök nyáron szerették viselni, a meleg anyagokat télen.
A függők csatjának és díszének mintái változatosak voltak, állatok, növények, buddhista szimbólumok, boldogságot, szerencsét, gazdagságot, hosszú életet jelölő kínai írásjegyek. Ezek jobbára nem csak esztétikai értéket hordoztak, de jelentésük is volt. A norigéket (norigae-ket) használták egyfajta szerencsehozó talizmánként, rontás ellen, például a halmotívumokról úgy tartják, elűzi a balszerencsét, a hal a kincsek őrzője (mert sohasem csukja be a szemét) és a jó egészség jelképe is. Egyes nők azért hordtak bizonyos motívumokkal rendelkező függőket, hogy valamilyen kívánságuk teljesüljön: a csilipaprika például a fiúgyermek jelképe a koreai kultúrában, míg a denevér a jó szerencse kívánságát jelölte.
Léteztek praktikus függők is, ahol a fő dísz nem egy ékszer vagy hímzett anyag, hanem például gyógyfüves dobozka, tűdoboz vagy illatszeres szelence.
A norige (norigae) mérete 20 és 40 centiméter között változott a csattól a bojt végéig mérve. A norige (norigae) mérete és kidolgozottsága is jelezte a társadalmi különbségeket.

## Típusai
A függők száma szerint megkülönböztethetőek egyfüggős (tandzsak (danjak), 단작), kétfüggős (idzsak (ijak), 이작) és háromfüggős (szamdzsak (samjak), 삼작) szettek. Bár a régészeti leletek alapján öt- és hétfüggős szettekre is van példa, a Csoszon (Joseon)-korban általában a három volt a maximum, amit viseltek.
A „nagy háromrészes norige (norigae)” a ceremoniális öltözékek kiegészítője volt, ez az összes függő közül a legnagyobb méretű és a legpazarabb kivitelezésű. Igen drága anyagokkal is dolgoztak, például korallal és borostyánnal, illetve aranyozott ezüstlapokkal és aranyfonállal. A „háromrészes norigét (norigae-t)” két további csoportra lehet bontani, közepes és kis méretűre. Felépítése megegyezik a nagyméretűével, de ezeknél már kevésbé drága anyagokat alkalmaztak. Ide tartoznak például a jáde-díszítésű hármas norigék (norigae-k), amelyeket főképp nyáron szerettek viselni. Az egyrészes norigéket (norigae-ket) a hétköznapi viselettel hordták a nők, de itt is voltak szebben díszítettek, például ezüst sárkányfejjel vagy páros kacsaalakkal.